# Operação Bolívar
Operação Bolívar  foi o codinome da operação de espionagem alemã na América Latina durante a Segunda Guerra Mundial. Estava sob o controle operacional da Seção D (4) do Serviço de Segurança Estrangeira (Ausland-SD) e estava principalmente preocupada com a coleta e transmissão de informações clandestinas da América Latina para a Europa. No geral, os alemães tiveram sucesso em estabelecer uma rede secreta de comunicações de rádio a partir de sua estação de controle na Argentina, bem como um sistema de correio envolvendo o uso de navios mercantes espanhóis para o envio de informações em papel.
As autoridades argentinas prenderam a maioria dos agentes alemães que operavam no país em meados de 1944, encerrando toda a atividade efetiva de Bolívar. Além disso, acredita-se que as informações coletadas durante a operação tenham sido mais úteis para os Aliados, que interceptaram muitas das transmissões secretas, do que para a Alemanha.  Também teve o efeito de influenciar os principais agentes de poder da região a saírem da neutralidade e a entrarem na esfera americana, nomeadamente o México e o Brasil, mas também nações estrategicamente posicionadas que produziam bens muito necessários, como a Venezuela (petróleo), o Chile (cobre), o Peru (algodão) e a Colômbia (platina).

## Operações

### Atividade inicial
Johannes Siegfried Becker (codinome: Sargo) foi a figura principal da operação e o homem pessoalmente responsável por organizar a maior parte da coleta de informações na América Latina. Becker foi enviado pela primeira vez a Buenos Aires em maio de 1940, inicialmente com ordens de cometer sabotagem, junto com seu parceiro, Heinz Lange (Jansen), que chegou ao país logo depois. Após protestos da embaixada alemã na Argentina em agosto de 1940, o objetivo da operação foi revisado para apenas espionagem. Becker e Lange foram logo descobertos pelas autoridades argentinas, então eles mudaram suas operações para o Brasil, onde se encontraram com Gustav Albrecht Engels (Alfredo), outro espião alemão e dono da General Electric Company em Krefeld. Engels foi originalmente recrutado pela Abwehr, a agência de inteligência militar alemã, em 1939 para coletar e transmitir informações relacionadas à economia do Hemisfério Ocidental para a Alemanha. Engels fundou uma estação de rádio em São Paulo, a CEL, e usou um transmissor de rádio de propriedade de sua companhia elétrica para transmitir informações adquiridas por agentes no Brasil e nos Estados Unidos. Quando Becker chegou a São Paulo, ele transformou a operação de Engels em uma organização que reportava todos os assuntos de interesse da inteligência alemã. Isto significava que, além de recolher informações relacionadas com a economia, os agentes recolhiam informações sobre o transporte marítimo, a produção bélica, os movimentos militares nos Estados Unidos e os assuntos políticos e militares no Brasil. 
Embora Bolívar tenha sido originalmente um projeto do Serviço de Segurança, muitos dos agentes responsáveis pela coleta de informações faziam parte da Abwehr. Um dos espiões da Abwehr nos Estados Unidos que viajava frequentemente ao Brasil para falar com Engels era Dušan Popov (Ivan), que foi um dos agentes duplos britânicos de maior sucesso durante a guerra. Outros espiões importantes de Bolívar incluíam o adido naval e aéreo alemão no Chile, Ludwig von Bohlen (Bach); o adido naval no Rio de Janeiro, Hermann Bohny (Tio Ernest); o adido militar em Buenos Aires, General Niedefuhr; e o adido naval em Buenos Aires, Capitão Dietrich Niebuhr (Diego), que chefiava a organização de espionagem na Argentina. Em meados de 1941, Herbert von Heyer (Humberto) juntou-se à organização para fornecer inteligência marítima. 

### Argentina

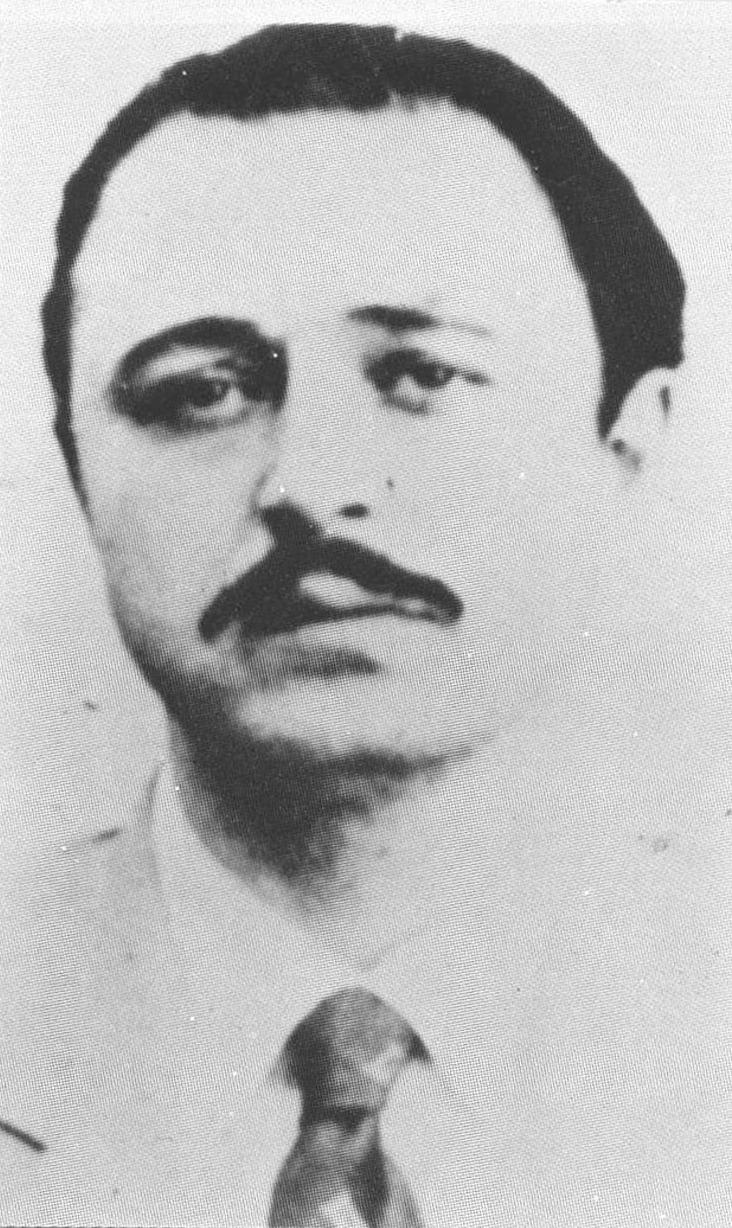
Uma fotografia da NSA de Johannes Siegfried Becker

A atividade significativa de espionagem alemã no Brasil terminou em março de 1942, quando as autoridades brasileiras prenderam todos os supostos agentes inimigos. Becker não estava no país, tendo retornado à Alemanha para se encontrar com seus superiores. Durante esse período, Becker foi encarregado de todas as atividades de espionagem alemã na América do Sul, que se concentravam em comunicações de rádio, e recebeu ordens de fazer de Buenos Aires sua estação de controle para comunicação direta com Berlim, além de abrir estações menores em outros países sul-americanos, que retransmitiriam informações para a estação de controle. Heinz Lange, que havia fugido do Brasil para o Paraguai antes das prisões, recebeu ordens de organizar uma rede de espionagem no Chile, e Johnny Hartmuth (Guapo), um agente do Departamento VID 2 que também havia fugido do Brasil, foi enviado para organizar uma rede no Paraguai. Um agente chamado Franczok (Luna) foi encarregado da rede de rádio que seria estabelecida. 

### Paraguai
Em fevereiro de 1943, após consideráveis dificuldades, Becker conseguiu retornar à Argentina como clandestino em um navio que viajava da Espanha para Buenos Aires. Lange, Hartmuth e Franczok, que enviaram um transmissor por via aérea para o Paraguai antes de deixar o Brasil, estabeleceram uma estação temporária em Assunção e restabeleceram contato com Berlim. Após receber ordens de Becker, Franczok mudou-se para a nova estação de controle em Buenos Aires em maio de 1943, Lange seguiu para o Chile e Hartmuth foi deixado no Paraguai. Becker esperava estabelecer estações de rádio clandestinas em todas as repúblicas da América do Sul, mas só teve sucesso no Paraguai, Chile e Argentina. 

### Brasil
O grupo de Engels não era o único ativo no Brasil. Três outras estações de rádio clandestinas, cada uma servindo a uma rede de espionagem diferente, começaram a operar no país em 1941. Em maio, a rádio LIR do Rio de Janeiro começou a se comunicar com a MAX na Alemanha. O grupo LIRMAX, como era chamado, acabou se expandindo para operar no Brasil e na Argentina, Uruguai e Equador. Estava centrado em um serviço de informação comercial, a Informadora Rapida Limitada (RITA), que era gerido por Herbert OJ Muller (Prinz). A estação de rádio era dirigida por Friedrich Kemper (Koenig). Von Heyer, que também trabalhou com o grupo CELALD de Engels como Humberto, era Vesta no grupo LIRMAX.
Houve também outras sobreposições de pessoal, porque ambos os grupos cooperaram extensivamente entre si. O disfarce de Von Heyer era seu trabalho na Theodore Wille Company, cujos funcionários estavam envolvidos em outra rede de espionagem centrada na estação CIT, em Recife. O grupo CIT iniciou suas operações em junho de 1941, mas atuava apenas no Brasil. Um terceiro grupo menor, composto por dois agentes, Fritz Noak e Herbert Winterstein, estava localizado entre Santos e Rio de Janeiro. Ela se comunicava com a estação LFS da Alemanha, mas só ficou operacional de setembro de 1941 a janeiro de 1942. Também não estava conectado com os grupos CELALD-LIRMAX-CIT.

### Chile
Quando Lange foi para o Chile, já havia uma organização de agentes e uma estação de rádio em operação, então Lange se encaixou nelas como um operador independente com suas próprias fontes. A estação, usando o indicativo PYL para se comunicar com a REW na Alemanha, foi estabelecida em abril ou maio de 1941, aparentemente por Ludwig von Bohlen e Friedrich von Schulz Hausman (Casero). Em fevereiro de 1942, relatórios estavam sendo passados por agentes no Chile, Peru, Colômbia, Equador, Guatemala, México e Estados Unidos. As principais figuras da organização foram von Bohlen em Santiago; Bruno Dittman (Dinterin), o atual chefe da rede, em Valparaíso; Friedrich von Schulz Hausman, em Buenos Aires; e George Nicolaus (Max), no México. O vínculo da rede PYLREW com a Operação Bolívar foi revelado por meio de interceptação, principalmente em julho de 1941, quando von Bohlen foi instruído por rádio a contatar von Heyer no Rio de Janeiro para obter um suprimento de tintas e reveladores secretos que von Bohlen havia encomendado da Alemanha. 
A organização PYLREW era centrada na Compañía Transportes Marítimos ("COTRAS"), antigamente uma filial da Norddeutscher Lloyd. Von Schulz Hausman foi gerente da Agência de Navegação Norddeutscher Lloyd no Chile antes de se mudar para a Argentina, e foi sucedido no cargo por Dittman. Outros funcionários da PYLREW que estavam associados à Norddeutscher Lloyd eram Hans Blume (Flor), um técnico de rádio da PYL, e Heinrich Reiners (Tom), que trabalhou para a Norddeutscher Lloyd no Panamá antes de abrir um escritório de frete marítimo em Valparaíso. A irmã de Reiners era casada com Blume, e a esposa de Reiners era a gota d'água para os agentes da rede. 
Como resultado de informações coletadas por agências de contra-inteligência americanas e fornecidas ao governo chileno pelo Departamento de Estado, vários dos agentes mais ativos da rede chilena foram presos no outono de 1942. Escapou o suficiente para permitir que von Bohlen reconstruísse outra rede, conhecida como grupo PQZ. Quando von Bohlen retornou à Alemanha no final de 1943, seu grupo estava suficientemente bem organizado para que ele pudesse deixá-lo, assim como uma grande soma de dinheiro e equipamento, nas mãos de Bernardo Timmerman, que continuou até sua prisão em fevereiro de 1944. Quando Timmerman foi preso, as redes de espionagem no Chile foram "esmagadas", mas novamente alguns alemães conseguiram escapar para a Argentina, onde continuaram a operar. 

### México

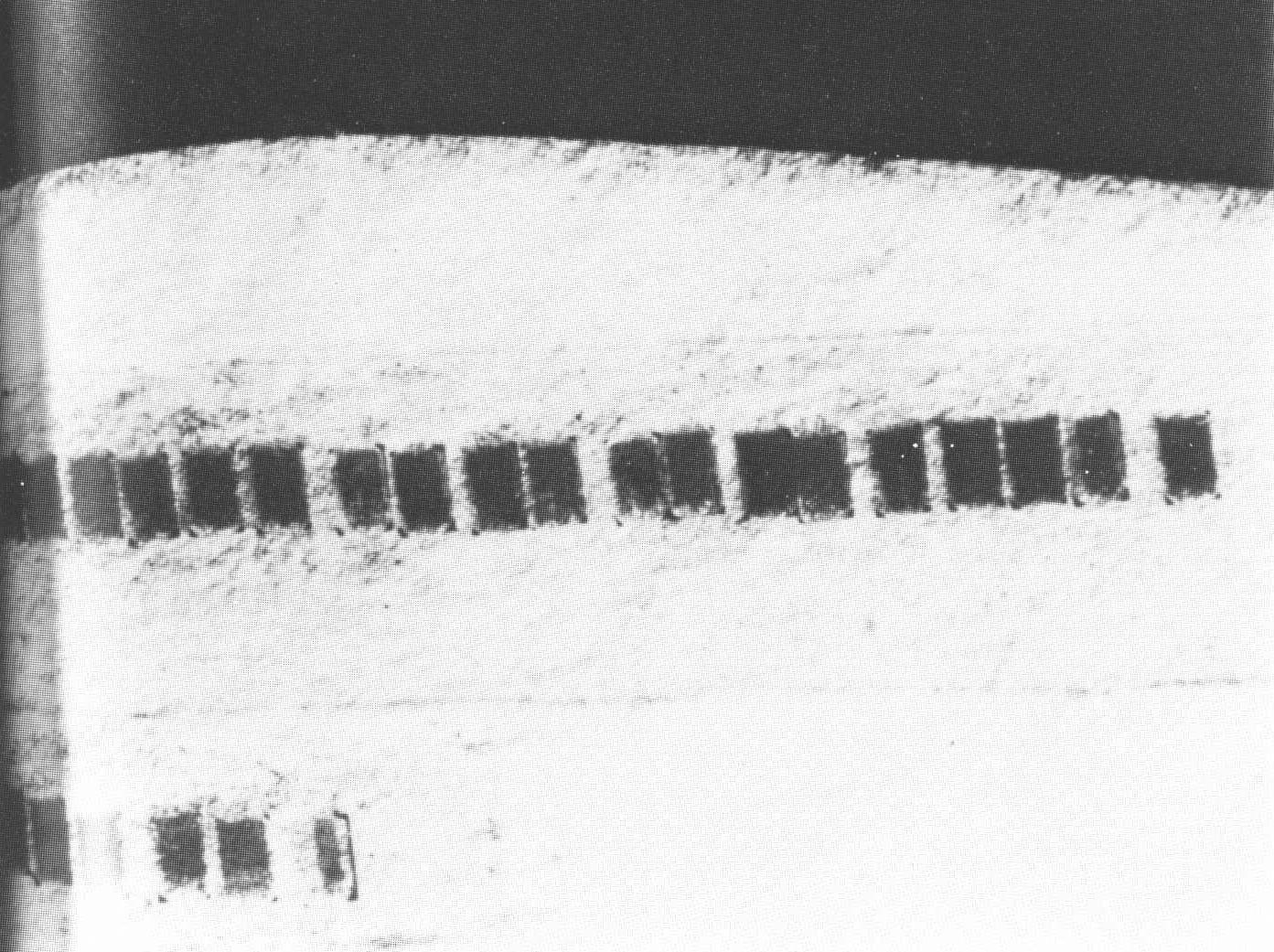
Micropontos colados dentro da etiqueta de um envelope enviado por agentes alemães da Cidade do México para Lisboa

George Nicolaus era o chefe da rede de espionagem no México antes de sua prisão na primavera de 1942. Indivíduo competente, ele serviu com distinção no Exército Alemão durante a Primeira Guerra Mundial, passou muitos anos na Colômbia e retornou à Alemanha em novembro de 1938. Em janeiro de 1939, ele foi readmitido no Heer e designado para o quartel-general da Abwehr em Hanôver. No final de 1939, antes do início da Operação Bolívar, Nicolaus foi enviado ao México para estabelecer uma rede de espionagem naquele país. 
Entre 1940 e 1942, Nicolaus organizou uma extensa rede que manteve contato com outras redes de espionagem na América do Sul e tentou obter informações dos Estados Unidos. Embora dados técnicos de publicações americanas tenham sido extraídos ou fotografados e algumas informações gerais tenham sido obtidas de contatos nos Estados Unidos, não há evidências de que Nicolaus tenha conseguido obter quaisquer segredos militares vitais. Ele conseguiu deixar para trás o núcleo de uma organização que foi capaz de manter algumas atividades durante a guerra, embora fosse de pouco valor para o esforço de guerra alemão, além de seu valor incômodo em ocupar a atenção das agências de contrainteligência aliadas. 

### Cuba
A atividade de espionagem alemã em Cuba foi pequena, apesar da importância do país para o esforço de guerra dos Aliados, e foi eliminada pelas forças de contrainteligência aliadas antes que pudesse se tornar uma parte efetiva da rede Bolívar. Para estabelecer uma estação de rádio clandestina em Cuba, a Abwehr enviou Heinz Lüning a Havana. Lüning era um espião incompetente porque não conseguia dominar os conceitos básicos de espionagem. Por exemplo, ele nunca conseguiu fazer seu rádio funcionar corretamente, não entendeu como usar a tinta secreta que lhe foi fornecida e perdeu as caixas de depósito.  
Apesar de sua falta de competência, após sua prisão prematura em agosto de 1942, autoridades aliadas, incluindo o presidente Fulgencio Batista, o general Manuel Benítez, J. Edgar Hoover e Nelson Rockefeller, tentaram fabricar uma ligação entre Lüning e os submarinos alemães que operavam no Caribe, alegando que ele estava em contato com eles via rádio, para fornecer ao público uma explicação para seus fracassos no início da campanha dos U-boats. Consequentemente, autoridades aliadas elevaram a importância de Lüning à de um "mestre espião", mas não há evidências de que ele tenha encontrado uma única informação importante durante seu mandato em Cuba. Lüning foi considerado culpado de espionagem e executado em Cuba em novembro de 1942, o único espião alemão executado na América Latina durante a Segunda Guerra Mundial.  

### Fim das operações
As primeiras informações clandestinas passadas da Argentina para a Alemanha diziam respeito a finanças, à organização da rede sul-americana, à política argentina e ao estabelecimento de um sistema de correio entre a Argentina e a Espanha usando tripulantes a bordo de navios mercantes espanhóis. Quando a rede entrou em operação total, o volume de tráfego aumentou para até quinze mensagens por dia. Em janeiro de 1944, o governo argentino prendeu vários agentes alemães e espanhóis, e Becker e Franczok foram forçados a se esconder. As comunicações entre Argentina e Alemanha foram interrompidas por cerca de um mês. Quando as comunicações foram restabelecidas, Becker pediu a Berlim equipamento de rádio, dinheiro e materiais secretos de tinta. Este pedido resultou na Operação Jolle, que acabou se transformando em uma missão não apenas para reabastecer a rede de Becker na América do Sul, mas também para estabelecer estações de rádio clandestinas adicionais no México, Estados Unidos e América Central, que passariam informações para a Alemanha por meio da rede sul-americana. 
O plano era que dois agentes chamados Hansen (Cojiba) e Schroell (Valiente) entregassem os suprimentos em Buenos Aires por navio e depois viajassem para o México, onde construiriam um transmissor para comunicação com a estação de controle na Argentina. Do México, Schroell viajou para o sudoeste dos Estados Unidos, onde deveria encontrar trabalho em uma fábrica de guerra e então enviar as informações coletadas para Hansen, no México. Além disso, Schroell e Hansen deveriam recrutar novos homens para a expansão da rede nos países da América Central. A inteligência aliada sabia do plano por meio de interceptações, então, em agosto de 1944, logo após Hansen e Schroell chegarem ao país, a maioria dos agentes alemães foi presa pelas autoridades argentinas, encerrando permanentemente toda atividade de espionagem efetiva do Departamento VID 4 no Hemisfério Ocidental. Os alemães que conseguiram escapar continuaram a realizar pequenas operações de espionagem na América Latina até ao fim da guerra em 1945, mas nunca mais a quantidade de tráfego de rádio clandestino voltou ao seu nível anterior. 

## Avaliação
O comandante tenente Jones, chefe da operação criptológica da Guarda Costeira dos Estados Unidos na América do Sul, escreveu uma avaliação do esforço de inteligência de sinais dos Aliados contra a Operação Bolívar em 1944. Ele ressaltou que o tipo de informação transmitida por um agente inimigo depende em grande parte do que está disponível em sua localização. Os agentes de Bolívar conseguiram fornecer relatórios sobre os movimentos da navegação mercante e sobre os acontecimentos políticos locais, mas o tráfego foi provavelmente mais útil para os Aliados do que para os alemães, porque revelou as identidades de colaboradores nos países sul-americanos, incluindo um ex-ministro da Marinha argentino e o chefe da Força Aérea Paraguaia. Os Aliados também conseguiram obter, através do tráfico clandestino, os detalhes do planeamento da revolução de 20 de dezembro de 1943 na Bolívia e de outra no Chile que foi "cortada pela raiz". Ambas foram apoiadas por alemães que trabalhavam através do governo argentino. 

### Incidente de Hellmuth
Além de revelar as identidades de espiões e simpatizantes alemães, a interceptação do tráfego clandestino permitiu aos Aliados manter a continuidade dos agentes que operavam no Hemisfério Ocidental. Essas informações levaram a uma série de prisões, a mais famosa na época foi a de Osmar Alberto Hellmuth, em 4 de novembro de 1943. Um oficial da marinha argentina, Hellmuth, sem o conhecimento da Argentina, era um colaborador alemão. Seu superior, Hans Harnisch (Chefe), afirmava ser o representante pessoal de Heinrich Himmler e tinha amplos contatos nos mais altos escalões do governo argentino. Como resultado de negociações entre Harnisch e várias autoridades argentinas, incluindo o presidente Pedro Pablo Ramírez e vários ministros, Hellmuth foi nomeado cônsul argentino em Barcelona. Essa nomeação serviu para encobrir sua missão real: ir à Alemanha para assegurar àquele país que a Argentina não tinha intenção de romper relações com ele. Ele também deveria conferir com o Serviço de Segurança e outros oficiais alemães sobre assuntos de interesse mútuo e obter permissão alemã para o retorno à Argentina da Suécia no petroleiro argentino Buenos Aires, transportando uma carga de armas fornecidas pelos alemães. 
A maioria dos detalhes desse planejamento eram conhecidos pelos Aliados por meio do tráfego de rádio interceptado de Bolívar. Como consequência, quando o SS Cabo de Hornos, a bordo do qual Hellmuth viajava para a Espanha, fez uma parada de rotina em Trinidade, as autoridades britânicas o prenderam. A Argentina fez um protesto formal à Grã-Bretanha. No entanto, quando as ramificações do caso foram descobertas, houve uma mudança de posição. O ministro das Relações Exteriores da Argentina instruiu seu embaixador em Londres, em 17 de dezembro de 1943, a informar a Grã-Bretanha que a nomeação de Hellmuth havia sido cancelada e que, se os britânicos libertassem Hellmuth, suas cartas-patentes também seriam canceladas e os britânicos poderiam então fazer com ele o que bem entendessem. 
No início de 1946, quando o Departamento de Estado estava preparando um caso contra o governo peronista da Argentina sobre seu apoio ao Eixo durante a guerra, ele solicitou permissão para usar informações clandestinas de Bolívar, que haviam sido interceptadas pela inteligência aliada, como parte de suas evidências. A Marinha dos Estados Unidos, que estava encarregada da contraespionagem aliada na América do Sul durante a Segunda Guerra Mundial, recusou-se a dar aprovação geral para tal uso, mas um acordo foi alcançado: informações de comunicações clandestinas foram fundidas com informações de outras fontes na preparação da acusação. Esta foi a contribuição final da Operação Bolívar para o esforço de guerra dos Aliados. 